# Pilosocereus
Pilosocereus (del llatí, "ciri cabellut") és un gènere de cactus amb trenta-sis espècies naturals d'Amèrica.
Com molts altres gèneres relacionats amb el gènere Cereus, té grans flors de color clar, molt perfumades, en forma d'embut que s'obren de nit i romanen obertes almenys 24 hores.
Les espècies de Pilosocereus generalment no són resistents a les gelades, i han de ser protegides.

## Espècies
- Pilosocereus albisummus
- Pilosocereus alensis
- Pilosocereus arrabidae
- Pilosocereus aureispinus
- Pilosocereus aurisetus
- Pilosocereus aurisetus ssp. aurilanatus
- Pilosocereus azulensis
- Pilosocereus brasiliensis
- Pilosocereus brasiliensis ssp. ruschianus
- Pilosocereus catingicola
- Pilosocereus catingicola ssp. salvadorensis
- Pilosocereus chrysacanthus
- Pilosocereus chrysostele
- Pilosocereus densiareolatus
- Pilosocereus diersianus
- Pilosocereus estevesii
- Pilosocereus flavipulvinatus
- Pilosocereus flexibilispinus
- Pilosocereus floccosus
- Pilosocereus floccosus ssp. quadricostatus
- Pilosocereus fulvilanatus
- Pilosocereus fulvilanatus ssp. rosae
- Pilosocereus glaucescens
- Pilosocereus glaucochrous
- Pilosocereus gounellei
- Pilosocereus gounellei ssp. zehntneri
- Pilosocereus lanuginosus
- Pilosocereus leucocephalus
- Pilosocereus machrisii
- Pilosocereus magnificus
- Pilosocereus multicostatus
- Pilosocereus occultiflorus
- Pilosocereus oligolepis
- Pilosocereus pachycladus
- Pilosocereus pachycladus ssp. pernambucoensis
- Pilosocereus pentaedrophorus
- Pilosocereus pentaedrophorus ssp. robustus
- Pilosocereus piauhyensis
- Pilosocereus polygonus
- Pilosocereus purpusii
- Pilosocereus quadricentralis
- Pilosocereus royenii
- Pilosocereus subsimilis
- Pilosocereus tuberculatus
- Pilosocereus ulei
- Pilosocereus vilaboensis